# Павлово (Сокольский район)
Павлово — деревня в Сокольском районе Вологодской области.
Входит в состав Чучковского сельского поселения, с точки зрения административно-территориального деления — в Чучковский сельсовет. Расположена к северу от автодороги А123.
Расстояние по автодороге до районного центра Сокола — 87 км, до центра муниципального образования Чучкова — 5 км. Ближайшие населённые пункты — Васьково, Пустошка, Иваново, Никольское, Жилино, Пепельниково.
По данным переписи в 2002 году постоянного населения не было.